# Formas
Forskningsrådet för miljö, areella näringar och samhällsbyggande (Formas) är ett svenskt forskningsråd och en statlig myndighet. Myndighetens arbete styrs av en förordning med en instruktion och två regleringsbrev, ett från Klimat- och näringslivsdepartementet och ett från Landsbygds- och infrastrukturdepartementet. 
Formas ska bidra till att stödja framstående forskning och innovation inom hållbar utveckling. Formas uppdrag från regeringen är att främja och stödja grundforskning och behovsmotiverad forskning inom områdena miljö, areella näringar (jordbruk, skogsbruk, fiskerinäring, jakt och rennäring) och samhällsbyggande. Myndigheten ska arbeta med forskningskommunikation och sprida forskningsresultat. Formas ska även ta fram evidensbaserade miljöanalyser och sammanställa forskning, till stöd för bland annat kommuner och myndigheter i arbetet med att uppnå Sveriges miljömål.
Den forskning som stöds ska vara av högsta vetenskapliga kvalitet, och av relevans för rådets ansvarsområden. Formas får också finansiera innovation.
Forskningsrådet för miljö, areella näringar och samhällsbyggande bildades 1 januari 2001 som ett led i en större förändring av organisationen för statlig svensk forskningsfinansiering. Formas tog över den roll som Byggforskningsrådet (BFR) och Skogs- och jordbrukets forskningsråd (SJFR) tidigare haft, samt vissa uppgifter från Forskningsrådsnämndens (nuvarande Vetenskapsrådet) och Naturvårdsverkets verksamheter.
Formas är värdmyndighet för Klimatpolitiska rådet. 
Formas ger ut den webbaserade tidningen Extrakt.
Formas, Vinnova och Energimyndigheten finansierar strategiska innovationsprogram.
Formas, Vetenskapsrådet och Forte driver sju nationella forskningsprogram.

## Ledning
Formas har ingen styrelse utan är en enrådighetsmyndighet där generaldirektören ansvarar för myndigheten. Generaldirektör for forskningsrådet Formas är Johan L. Kuylenstierna (2022–). 
Beslut om fördelning av forskningsmedel fattas av Formas forskarråd. Forskarrådet består av forskare som väljs av vetenskapssamhället och av samhällsrepresentanter som utses av regeringen. Beslut om miljöanalyser fattas av Rådet för Evidensbaserade miljöanalyser.

### Tidigare generaldirektör
- Ingrid Petersson (2013–2022)
- Rolf Annerberg (2007–2013)

### Tidigarehuvudsekreterare
- Lisa Sennerby Forsse (2001–2006) (ingen generaldirektör under denna period)
- Anna Ledin (2007–2013)
- Georgia Destouni (2013–2016)
- Markku Rummukainen (2016–2018)

## Internationellt
Formas är engagerat som svensk part i flera internationella samarbeten. Inom EU medverkar Formas i en rad ERA Net och ERA Net cofund-satsningar där nationella forskningsfinansiärer samverkar och samfinansierar satsningar. Dessutom medverkar Formas i en rad Joint Programming Initiatives, bland annat JPI Urban Europe. 
Formas är Sveriges expertmyndighet för samhällsutmaning 2 och samhällsutmaning 5 inom det europeiska ramprogrammet för forskning Horisont 2020.